# Николай Жиляев
Николай Сергеевич Жиляев е руски композитор, педагог, музикален теоретик, критик и редактор, професор по класическа композиция в Московската консерватория.

## Биография
Николай Сергеевич Жиляев е роден на 6 октомври 1881 г. в град Курск, в обедняло благородническо семейство. Баща му е военен, а майка му – учителка по пиано. Още в детската си възраст показва изключителен музикален талант. От 1896 г. живее в Москва. През 1897 – 1900 взема уроци по хармония, полифония, фуга и музикални форми при Сергей Танеев, който го смята за един от най-талантливите си ученици. Едновременно с това посещава уроците по пиано и орган в класа на Л.И. Бетинг. През 1898 г. се обучава при музикалния педагог и композитор Георгий Конюс. През 1904 г. завършва Московската консерватория в класа по свободна композиция на Михаил Иполитов-Иванов. В консерваторията е състудент с Александър Скрябин, Сергей Рахманинов и цяла плеяда талантливи композитори. През годините на обучение Жиляев създава „Увертюра“ (изпълнена на 13 февруари 1901 г. в класа по оркестър под ръководството на Иван Гржимали), „Скерцо“ за струнен квартет (1901) и други. За дипломна работа композира кантата „Самсон“ за солисти и оркестър.
Според собственото му признание, като основна своя специалност приема теорията на композицията и свиренето на пиано и орган. По време на следването си в консерваторията той дава частни уроци по музика на сина и внучката на Лев Толстой, децата на руската меценатка и филантроп Маргарита Морозова, на бъдещия съветски маршал Михаил Тухачевски и други.
Жиляев обича да пътува и посещава много руски градове, Австрия, град Бресаноне в Северна Италия и други. През 1913 г. заминава за Германия като кореспондент на честването на 100-годишнината от раждането на Рихард Вагнер. Член е на Лондонското и Руското географско дружество. Ваканциите си прекарва в участия в експедиции с далечни дестинации. От 1911 г. е член на Дружеството „Музико-теоретична библиотека“. Говори френски, немски, английски, италиански и есперанто.
Преди избухването на Първата световна война той работи като пианист и преподава уроци по пиано. Паралелно с музикалната специалност, Николай получава и военна. През 1914 г. е призован в армията с офицерски чин прапоршчик, а през 1919 г. е демобилизиран от Червената армия. Композиторът участва както в Първата световна, така и в Гражданската война. И в двата случая е разпределен в щаба на Тухачевски като историограф и библиотекар. След Гражданската война Жиляев заема редица видни постове, свързани с изграждането на нова музикална култура. В същото време той е професор в Московската консерватория, а дейността му на музикален критик продължават до смъртта му.
През 1921 г., след демобилизацията, преподава в музикалното училище „Владимир Стасов“. През същата година става член на историческото сдружение към Държавния исторически институт. От 1922, в продължение на 4 години е служител в музикално-аналитичната лаборатория на Държавната академия за художествени науки. Взима участие и в работата на историческия отдел на Държавния институт по музикални науки. От 1925 г. оглавява комисията за изучаването на съвременната руска и чуждестранна музика и е заместник-председател на Дружеството на приятелите на Музея на Скрябин.
На 3 ноември 1937 г. Жиляев е арестуван от органите на НКВД като приятел на Тухачевски, който през юни е осъден за измяна и разстрелян. Композиторът е обвинен в контрареволюционна дейност и шпионаж и на 20 януари 1938 г. Военната колегия на Върховния съд на СССР го осъжда на смърт. Присъдата е изпълнена същия ден. Погребан е в мемориалното гробище „Комунарка“ на мястото на едноименния полигон за разстрели край Москва.
През 1960 г. по искане на дъщерята на Тухачевски делото по обвинението му е преразгледано и на 26 април 1961 г. Жиляев е напълно реабилитиран посмъртно.

## Творчество
Николай Жиляев е многостранно надарена творческа личност, която се изявява в много аспекти на музиката.

### Композитор
От всички свои композиции Жиляев публикува само 5 опуса – пиеси за пиано, за цигулка и пиано, за глас и пиано. През 1909 г. се отказва да се занимава с композиране на музика. В творчеството му ясно се забелязва влиянието на норвежкия композитор Едвард Григ. През 1907 г. пътува до Норвегия за да се срещне с Григ, като предварително учи норвежки език. Среща се с любимия си композитор още три пъти. Григ му свири творбите си, разговарят много за музиката и разискват различни теми. Кореспонденцията между двамата продължава до смъртта на Григ през 1907 г. Днес писмата на Жиляев се съхраняват в музея на Григ в Берген. Страстта на Григ към музиката повлиява и на избора на псевдонима Пер Гинт, с който Жиляев подписва своите музикални критически статии.
Жиляев е автор на няколко кантати, квартети, вариации, маршове и валсове. Композира детски песни, пиеси за пиано и романси по текстове на Семьон Надсон, Николай Некрасов, Алексей Толстой, Фьодор Тютчев и други. Няколко негови творби са публикувани от руския музиковед Болеслав Яворски.
Някои композиции:
- Шест детски песнички за глас и акомпанимент на пиано (1905)
- „Завесата е свалена“ – романс за мецосопран или баритон с акомпанимент на пиано по стихове на Надсон (1905)
- „Здрач“ – романс за мецосопран с акомпанимент на пиано по текст на Тютчев (1905)
- „Мистерия“ – романс за сопран с акомпанимент на пиано, по текст на Афанасий Фет (1905)

### Музикален теоретик и критик
В критичните си работи Жиляев засяга най-различни аспекти на музикалното изкуство, но се концентрира главно върху съвременната музика. Въпреки че музикалните и естетическите му възгледи са близки до тези на Танеев, той е пламенен почитател на иновациите в изкуството. Остава верен на основния естетически принцип на Танеев – изисква баланс и взаимовръзка между съставните елементи на музиката и отрича всякакво преувеличение на който и да е музикален елемент. В този смисъл е интересен подходът му към националния фактор в изкуството, където той отстоява своя идеал – не търси противопоставяне между универсалното и националното, а се стреми към техния органичен синтез. По тази причина високо оценява и творчеството на Михаил Глинка, Фредерик Шопен, Григ и Бела Барток.
Жиляев проявява голям интерес към творчеството на Прокофиев, и то от самото начало на работата му като композитор, като оценява огромния му талант. Отношението му към Скрябин е подобно, но двусмислено – приема напълно музиката на композитора, но отрича философските му идеи.
Композиторът сътрудничи като музикален критик със списанията „Златно руно“ (1907 – 1909), „Московски седмичник“ (1910), „Музика“ (1912) и други. Публикува в списанията „Към нови брегове", „Съвременна музика", „Музыкальная новь " и други. Специално място в публицистичните му работи заемат произведенията на негови съвременници – композиторите Александър Скрябин, Сергей Прокофиев, Самуил Файнберг, Анатолий Александров, Алексей Станчински, Бела Барток. Автор е на оригинални творби по история на музиката, сред които статиите „Характерни черти на творчеството на Прокофиев“, „По въпроса за оригиналния текст на творбите на Скрябин“, „Наистина ли Верди е бил повлиян от Вагнер?“. Енциклопедично образован музикант, той безкомпромисно защитава новаторското творчество на Прокофиев и Шостакович.

### Редактор
Най-важната част от дейността на Жиляев е редакторската му работа. Член е на редакционния съвет на музикалния сектор на Госиздат. Като част от комисията на това издателство, занимаваща се с редактиране на композициите на Скрябин, свършва огромна работа по изясняването на нотните текстове на произведенията на композитора за пиано, публикувани по-рано или подготвени за публикуване. Автор е на аранжимент на Алегро на Скрябин за пиано с оркестър, публикуван през 1929 г. под заглавието „Симфонична поема за оркестър.
Жиляев е един от най-близките приятели на Скрябин и през последните години от живота му, му помага в редактирането на редица негови композиции – Осма, Девета, Десета сонати за пиано и други.
Заедно с Н.А. Метлов подготвя за публикация „Музикален четец“ (брой 1 – 3. Москва, 1925 – 28), съставен от образци на симфонична и оперна музика, проверени по партитури. Заедно с колектив съставя сборника „120 песни за деца в предучилищна възраст“, издаден през 1924 г. в Москва.

### Пианист
Той се изявява като пианист на „Музикални изложби“ в Москва, където акомпанира на руската оперна и камерна певица Мария Дейша-Сионицка. 

### Преподавател
През 1926 г. е поканен в Московската консерватория като професор по класическа композиция. Работи в консерваторията, с прекъсване от 3 години, до 1937 г. Провежда и специални теоретични курсове за композитори по полифония, хармония и музикални форми. По-късно той се фокусира изключително върху преподаване на свободни композиции. Дава безплатни частни уроци на талантливи студенти.
Аналитичният ум, дълбокото и многостранно образование, феноменалните познания по музика създават огромен авторитет на Жиляев. Като преподавател той оказва голямо влияние върху много руски музиканти. На „вечерите“ с Жиляев някои от тях му показват и коментират новите си композиции, като Николай Мясковски, Висарион Шебалин, Дмитрий Шостакович и други. Прокофиев, който по онова време живее в чужбина, също му изпраща работите си за оценка и одобрение.
Според спомените на учениците му, в педагогичната си дейност Жиляев следва принципите на руския композитор, пианист, музикален теоретик и педагог, неговия учител Сергей Танеев. Особено набляга на отношението към музикалния стил. Според него това, което е недопустимо в един стил, е съвсем приемливо в друг. И спазването на определени правила не е спазването на правилата на музиката като цяло, а само практическо изучаване на музиката от определен стил. Под негово ръководство учат композитори, диригенти и музиковеди, получили известност през следващите години – Арам Хачатурян, Александър Абрамски, Анатолий Александров, Виктор Бели, Фабий Витачек, Евгений Голубев, Даниел Житомирски, Лев Книпер, Алексей Козловски, Кирил Кондрашин, Георгий Мушел, Василий Нечаев, Йосиф Рижкин, Сергей Скребков, Антонио Спадавекия, Самуил Файнберг, Владимир Фере, Висарион Шебалин, Олег Ейгес и много други.